# Festivalbar 1985
Il ventiduesimo Festivalbar andò in onda ogni giovedì sera alle 20:30 dal 20 giugno su Canale 5. Le finali andarono in onda il 9, 10 e 11 settembre 1985. Le altre tappe furono 2 puntate a Siena, 2 puntate a Rimini (discoverde), 1 puntata a Vieste, 1 puntata ad Avellino, 1 puntata a Crotone, 1 puntata a Messina, 1 puntata a Jesolo, 1 puntata a Sanremo, un'altra a Jesolo, 1 puntata in studio con il meglio del tour e 2 serate finali all'arena di Verona. La serata finale di questa edizione venne trasmessa oltre che da Canale 5 anche dalla radio su Rete 105.
Presentatori furono Gabriella Carlucci, Licia Colò, Susanna Messaggio e lo stesso patron Vittorio Salvetti. La finale dall'Arena di Verona si aprì con un miniconcerto di Loredana Bertè che dal vivo con la sua band cantò in sequenza Banda clandestina, Ragazzo mio, Iris, Non sono una signora e Sei bellissima. La sigla iniziale della manifestazione era il video girato in Brasile di Acqua, altro brano di Loredana Bertè. I vincitori furono invece i Righeira con  L'estate sta finendo.

## Classifica finale
1. Righeira -  L'estate sta finendo, Vamos a la playa (Spanish Version), No tengo dinero, Prima dell'estate (Versione lenta), L'estate sta finendo (Maxi version)
2. Fiorella Mannoia - L'aiuola
3. T.X.T. - Girl's got a brand new toy
4. Marillion - Kayleigh
5. Enrico Ruggeri / Champagne Molotov - Poco più di niente
6. Riccardo Fogli - Dio come vorrei
7. Canton - Please don't stay
8. Gaznevada - Living in the jungle
9. Gruppo Italiano - Sole d'agosto
10. Valerie Dore - It's so easy

## Cantanti partecipanti
- Ago - Chinese eyes
- Amanda Lear - No credit card
- Angelo Baiguera - Non mi cercare
- Baltimora - Tarzan Boy (discoverde)
- Time Bandits - Endless road
- Dodi Battaglia - Ciao amore buon appetito, Libertà provvisoria e Piu' in alto che c'e'
- Thereza Bazar - The big kiss
- Fiorella Mannoia - Momento delicato, Canto e vivo e L'aiuola
- Marcella e Gianni Bella - L'ultima poesia
- Edoardo Bennato - Guarda la, Eroe fantasy, Zero in condotta, In cerca del futuro, Nisida, Cantautore
- Loredana Bertè - Acqua, Banda clandestina, Topazio, Infinito, Ragazzo mio, Iris, Non sono una signora e Sei bellissima
- Carrara - Welcome to the sunshine
- Ivan Cattaneo - Dancin' number
- Celeste - Lascia che sia e Going crazy
- Aida Cooper - I'll go crazy
- China Crisis - Black man ray
- Michael Copson - Storia
- Cube - Performance
- Toto Cutugno - Mi piacerebbe...(andare al mare...al lunedì...)
- Data - Ricocheted love
- Dead or Alive - You Spin Me Round (like a Record)
- Jim Diamond - I should have known better - Remember i love you
- Stephen Tin Tin Duffy - Kiss me
- English Evenings - What's the matter with Helen
- Enrico Ruggeri / Champagne Molotov - Fantasmi di città, Non sono incluse batterie, Il futuro è un'ipotesi, Beneficio d'inventario, In trincea, Nuovo swing, Il mare d'inverno e Poco piu' di niente
- Fake - Brick
- Fard - Chiamami da Tokyo
- Bryan Ferry - Slave to Love
- Filipponio - Love italiano
- Delia Gualtiero - Di quale amore, di quanto amore
- Kay Franzes - Shadow in the night
- Den Harrow - Future brain
- Nick Heyward - Warning sign
- Gianna Nannini – Ragazzo dell'Europa e California
- Yvonne Kay - Rise up (for my love)
- King - Love & pride
- Krisma - Be-Bop
- Bruno Lauzi - Piccolo uomo
- Thomas Leer - Heartbeat
- Louana - Get back
- Mango - Australia
- Sandy Marton - Camel by camel e Exotic and erotic
- Andrea Mingardi - Se fossi una donna, Tradimento
- Mondorhama - Stories
- Moti Special - Cold days, hot night
- New Glory - My only chance
- New Trolls - Manchi tu
- Novecento - Why me
- Marina Occhiena - Videosogni
- Opus - Live is life
- Anna Oxa - Parlami
- Patty & Orlando Johnson - Woman is light
- Patty Pravo - Menù
- Purple Shulz - Hearstick
- Raf - I don't want to lose you
- Reeds - In your eyes
- Rettore - Femme Fatale
- Riccardo Fogli - Il mio grande avvenire e Dio come vorrei
- Jean Rich - Maybe this is love
- Vasco Rossi - Cosa succede in città, Toffee e Una nuova canzone per lei
- Demis Roussos - Anytime at all, Stand by me e Love me tender
- Sign System - Stay with me
- Claudio Simonetti - Phenomena e Skywalker
- Simply Red - Money's Too Tight (to Mention)
- Bobby Solo - Ladro per amore
- Jo Squillo - Roulette
- Strange Advance - We run
- Style Council - Walls come tumbling down
- Supertramp - Cannonball
- Taffy - I love my radio
- The Creatures - Just in the name of love
- The Twins - Deep within in my heart
- Tipinifini - Fever
- Twilight - My mind
- Valentino - Iena
- Video Kids - Woodpeckers from space
- Viola Valentino - Addio amor
- Working Week - Inner city blues
- Hemyl - Spend a little time
- Gary Brown - The night time
- Vivien Vee - Americano
- Dario Baldan Bembo - Spazi uniti
- Cugini di Campagna - Che cavolo d'amore
- Regina Rogers - Save me
- Matia Bazar - Medley
- Giovanna - Gianpaolo
- Mino Reitano - Eloise
- Gloria - Le donne italiane
- Tabasco - La notte dei fuochi
- Rose Marie Bach - This very night
- Marina Perzy - Splendida
- Tim Morris - Good morning
- Vanna Leali - Amami pensami
- Fun Fun - Give me your love
- Gena Gas - Let It burn
- Marina Marfoglia - Estate tropical
- Chattanooga - Accattateve l'icecream
- Betty Miranda - Dance
- Ivan - Baila
- Ghiaccio Vincente - Al mare no
- Los Angeles - Videomania
- P.J. Qualley - Meet me in my Dreams
- Air America - Pray for rain (discoverde)
- Alba - Only music survives (discoverde)
- Albert One - Heart on fire (discoverde)
- Alex Bono - Walkie talkie (discoverde)
- As Meninas - A cavallo della luna (discoverde)
- Dave Force - Play Your Game (discoverde)
- Digital Game - Please don't go (discoverde)
- Enzo Miceli - Cuore nero (discoverde)
- Flying Foxes - Angel (discoverde)
- Glasses - Crystals (discoverde)
- Isabel - You & me (discoverde)
- Jay Rolandi - Circus love (discoverde)
- Kristal - Mango tree (discoverde)
- Lorenzo Lazzarini - Blue (discoverde)
- Luciana - Like a rainy day (discoverde)
- Marinella - Colazione d'amore (discoverde)
- Maxen - Ever stronger (discoverde)
- Meccano - Endless refrain (discoverde)
- New Sin - Black fantasy (discoverde)
- Nicolas - Silente space (discoverde)
- Paco D'Alcatraz - Doberman (discoverde)
- Paola B - Liar Liar (discoverde)
- Paul Thomas - Fighting for love (discoverde)
- Plastic Mode - Mi amor (discoverde)
- Strappo - E allora dai (discoverde)
- Tiziana Piu' - Paris (discoverde)
- Tomi Baldassi - Il mio mondo di ieri (discoverde)
- XX - Ma dove!?! (discoverde)

## Organizzazione
- Fininvest

## Direzione Artistica
- Vittorio Salvetti